# Шулепов, Геннадий Александрович
Генна́дий Алекса́ндрович Шуле́пов (1914—1975) — заместитель командира батальона по политчасти 385-го полка 112-й стрелковой дивизии 60-й армии Центрального фронта, майор. Герой Советского Союза.

## Биография
Родился в 1914 году в Омске в семье рабочих. 
В 1917 году его родители умерли. Воспитывался в детском доме.
Окончил 9 классов. По комсомольской путёвке пришёл работать на завод. Учился в вечернем художественном техникуме. Работал слесарем в аэропорту.
Служил в Красной Армии в 1936—1939 годах и с 1941 года. Окончил курсы младших авиаспециалистов в 1939 году и курсы младших политруков в 1941 году.
На фронтах Великой Отечественной войны с ноября 1941 года. 
Во время Сталинградской битвы стал комиссаром отдельного батальона курсантов.
Заместитель командира батальона по политчасти 385-го полка капитан Шулепов отличился в сентябре 1943 года при форсировании рек Сейм, Десна и Днепр. Заменил выбывшего из строя командира батальона. 24 сентября после форсирования Днепра в районе села Ясногородка (Вышгородский район Киевской области) батальон захватил плацдарм и удерживал его до подхода подкрепления. Звание Героя Советского Союза присвоено 17 октября 1943 года.
Во время войны он был дважды тяжело ранен и в 1946 году по состоянию здоровья вышел в отставку. 
После войны майор запаса Шулепов жил в Москве. В 1953 году окончил изостудию, работал на живописном комбинате. 
Стал членом Союза художников СССР.
Умер 22 января 1975 года, похоронен на Старо-Северном мемориальном кладбище Омска.

## Награды
- Геннадий Александрович Шулепов был награждён орденом Ленина, Красного Знамени, Отечественной войны 2-й степени и медалями.